# Recuerdos que mienten un poco
Recuerdos que mienten un poco es la autobiografía del cantante argentino Indio Solari. El libro, de 863 páginas, fue publicado por la Editorial Sudamericana en 2019.
El título del libro viene de una frase de la canción "Perdiendo el Tiempo" de su primera banda, Patricio Rey Y Sus Redonditos De Ricota.

## Reseña
«Recuerdos que mienten un poco», se trata de los relatos de la vida del propio autor, integrante de varias bandas de música argentina como Los Redonditos de Ricota e Indio Solari y los Fundamentalistas del Aire Acondicionado. Abarca desde su nacimiento en Paraná en 1949 hasta toda su carrera musical y otros aspecto de su vida social.
La redacción del libro es híbrida, centrada en una entrevista con el periodista Marcelo Figueras que no se realizó en forma tradicional y se destaca un rico uso del lenguaje por parte de Solari.
Lleva 50.000 ejemplares vendidos ya va por la quinta edición.
Estuvo entre los diez libros argentinos más vendidos en 2019.